# Shu (Kazajistán)

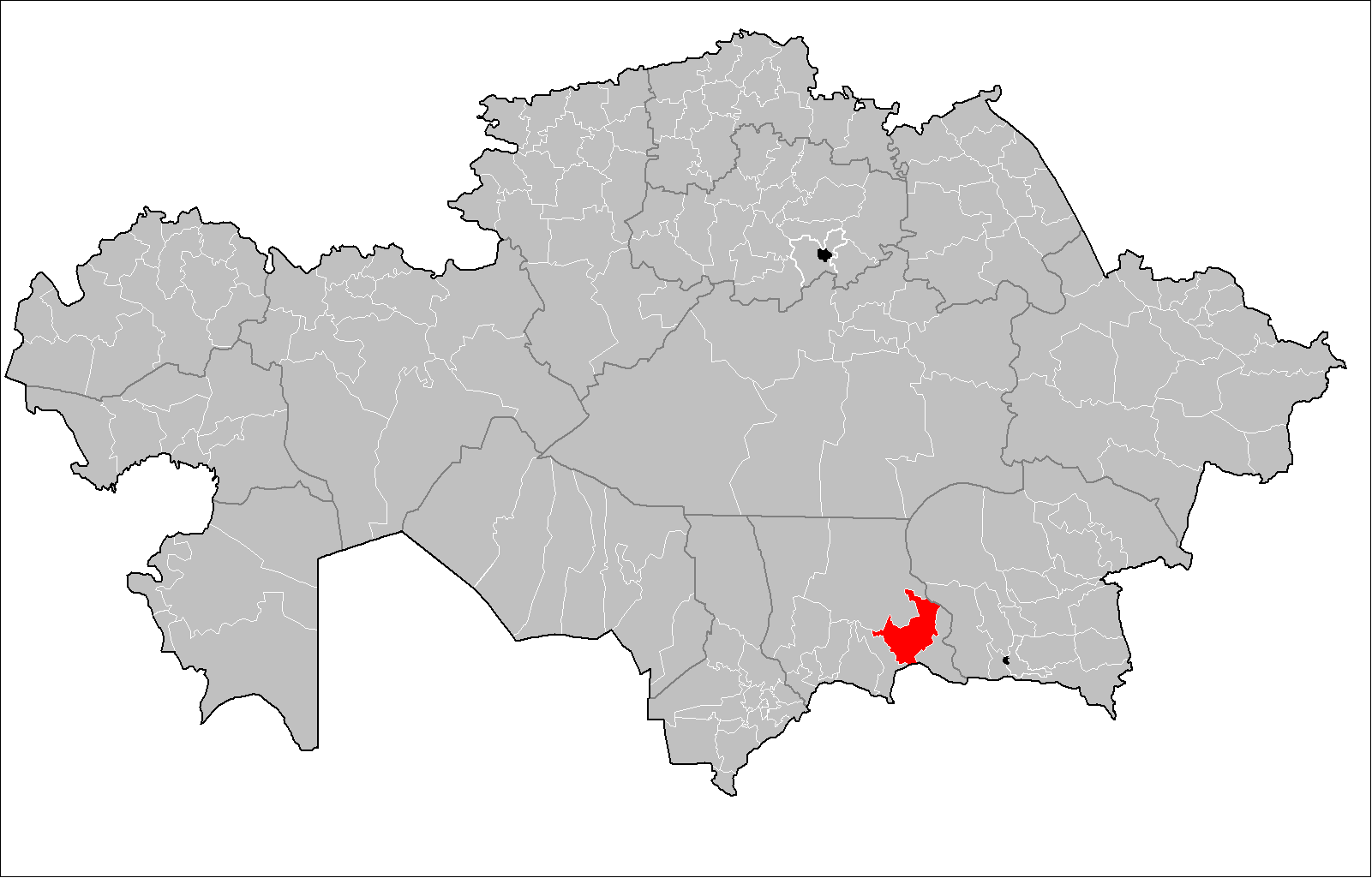
Ubicación del distrito en mapa nacional

Shu (en kazajo: Шу ауданы) es uno de los 10 distritos en los que se divide la provincia de Jambyl, Kazajistán.

## Población
Según el censo de 1999, el distrito tenía 95.176 habitantes. Para el censo de 2009, sin embargo, se registró un leve descenso de población ya que se contabilizaron 94.452 habitantes.